# GE Steam Power
GE Steam Power Services, anciennement GE Steam Power, est la branche de GE Vernova qui regroupe l'activité de services et de maintenance dans l'industrie nucléaire non cédées à EDF. Dirigée par Valérie Marjollet depuis 2021, son siège est situé à Baden, en Suisse.
Jusqu'en mai 2024, GE Steam Power était la branche de GE Vernova regroupant les activités dans l'industrie nucléaire issues d'Alstom Power. Le site principal français était situé à Belfort et était dirigé par Frédéric Wiscart, désormais PDG d'Arabelle Solutions depuis la reprise de ces activités par EDF.
Le 31 mai 2024, GE Vernova cède la quasi-totalité de GE Steam Power (ex-Alstom Power), soit ses activités nucléaires dans le monde – hors Amérique – à EDF, comprenant ainsi la maintenance associés aux réacteurs déployés et la fabrication de turbines nucléaires, dont Arabelle,. 
L'ancienne coentreprise détenue jusqu'en 2018 par GE et Alstom, GE Alstom Nuclear Systems (GEAST), est également cédée par GE Steam Power à EDF, et renommée Arabelle Solutions. EDF récupère ainsi les deux principales filiales de GE Steam Power qui faisaient partie de cette coentreprise, GE Steam Power Systems, ainsi que GE Steam Power Services, hors Amériques.

## Historique

### 2015: Alstom Power et Alstom Grid rachetés par General Electric
En 2014, le rachat partiel d'Alstom (sa branche énergie) par General Electric, est proposé pour un montant de 13 milliards de dollars.
Le 2 novembre 2015, Alstom finalise la vente de ses activités dans l'énergie, Alstom Power et Alstom Grid à General Electric. Alstom Grid devient GE Grid Solutions, tandis que Alstom Power se scinde en deux et devient GE Renewable Energy et GE Steam Power. Une coentreprise (joint-venture) dans le nucléaire est créée pour regrouper Alstom Power Systems et Alstom Power Service : GE Alstom Nuclear Systems, ou GEAST.

### 2016-2018: les anciennes activités «Énergie» d'Alstom en difficulté
En janvier 2016, GE annonce la suppression de 6 500 emplois en Europe, dont 765 en France, dans les activités énergie d'Alstom,.
En juin 2016, General Electric, le groupe américain désormais chargé de l'entretien des turbines Alstom qui font tourner les centrales atomiques françaises, veut réduire sa responsabilité financière en cas d'incident, quitte à engager une épreuve de force avec EDF.
En juin 2016, il est annoncé que la promesse de l'entreprise américaine General Electric de créer 1 000 emplois en France ne sera pas tenue,,.
Le 2 octobre 2018, Alstom cède à GE la totalité de ses participations dans ses trois coentreprises, dont GE Alstom Nuclear Systems (GEAST ou JV Nucléaire) pour un montant de 2,59 milliards d'euros.
En 2018, la déprime du marché des grosses turbines pour centrales électriques, inquiètent les ex-Alstom. La division énergie d'Alstom rachetée en 2015 par General Electric et est aujourd’hui en difficulté. Le site de Belfort, berceau d’Alstom, pourrait être concerné.
À la recherche de liquidités, General Electric est engagé dans la vente d’une bonne partie de ses actifs, dont potentiellement GE Steam Power, les activités nucléaires ex-Alstom,.
GE Alstom Nuclear Systems (GEAST), détenue à 80 % par GE et à 20 % par Alstom, gère les ex-activités nucléaires d’Alstom, en particulier la production des turbines nucléaires Arabelle, fabriquées sur le site de Belfort et qui équipent les centrales nucléaires françaises, ainsi que le porte-avion Charles-de-Gaulle.
Depuis le rachat de la branche Energie d'Alstom, General Electric n’a pas fait de bonnes affaires. Son action a été divisée par trois, et elle a supprimé 3 000 emplois en France alors qu’elle avait promis d’en créer.

### 2020-2021: nouveau plan social et blocage du site de Belfort
En décembre 2020, la direction de General Electric annonce un plan de sauvegarde de l’emploi (PSE) supprimant 238 postes sur près de 1 800 chez GE Steam Power, sa branche nucléaire, et dont 200 sur son site de Belfort. Le site de Belfort de General Electric, hérité d'Alstom Power, comprend plusieurs divisions du groupe américain : GE Gas Power, GE Hydro Power et GE Grid Solutions, qui elles aussi, font face aux plans sociaux.
Le 18 avril 2021, la direction de GE Steam Power annonce revoir à la baisse son plan de suppression de postes et décide d'en épargner 94 et ainsi d'en supprimer 144.
Le 21 avril 2021, la présidente de la région Bourgogne-Franche-Comté Marie-Guite Dufay affirme son « soutien total » aux salariés de GE Steam Power et demande qu'un moratoire soit imposé dans le PSE prévu par General Electric. Elle invite également le président Emmanuel Macron à se rendre à Belfort.
Le 30 avril 2021, les syndicats annoncent continuer le blocage du site Steam Power « tant que ce sera nécessaire », bloquant également le convoi exceptionnel transportant une turbine vers la centrale nucléaire de Hinkley Point, au Royaume-Uni.

### 2021-2024: rachat par EDF, de ses activités mondiales, hors Amérique
En 2021, EDF engage des discussions avec General Electric (GE) pour lui racheter ses activités dans le nucléaire qui sont regroupées dans la filiale GE Steam Power (elles correspondent à Alstom Power, l'ancienne division énergie d’Alstom et sont principalement situées à Belfort),,.
En janvier 2022, le conglomérat américain General Electric et l'électricien français EDF s'accordent sur la cession d'une partie de GE Steam Power, essentiellement composée de l'ancienne coentreprise GE Alstom Nuclear Systems (GEAST),.
En janvier 2022, l'électricien français EDF et le conglomérat américain General Electric s'entendent sur une reprise d'une partie de GE Steam Power (ex-Alstom Power), les activités de GE Power dans le nucléaire. EDF va débourser environ 175 millions d’euros pour cette transaction, une fois prises en compte les liquidités et dettes de l’activité rachetée. Cette ancienne activité d'Alstom Power valorisée 1 milliard d’euros, regroupée dans la société GEAST, spécialisée dans les turbines nucléaires, notamment Arabelle et les services de maintenance associés aux réacteurs déployés,,.
Début novembre 2022, l'accord est signé entre les deux parties. La reprise effective, par EDF, des activités concernées (équipements clés pour les nouvelles centrales nucléaires dont les turbines Arabelle et la maintenance et les mises à niveau de centrales nucléaires existantes hors Amériques) est prévue pour le second trimestre 2023,, il sera effectif le 31 mai 2024,.

## Implantations
| Site                                 | Activité     | Pays        | Entité précédente | 2015-2024        | Entité suivante          |
| ------------------------------------ | ------------ | ----------- | ----------------- | ---------------- | ------------------------ |
| Belfort, Territoire de Belfort       | Fabrication  | France      | Alstom Power      | General Electric | Arabelle Solutions (EDF) |
| Ludres, Meurthe-et-Moselle           | Électronique | France      | Alstom Power      | General Electric | Arabelle Solutions (EDF) |
| Boulogne-Billancourt, Hauts-de-Seine | Services     | France      | Alstom Power      | General Electric | Arabelle Solutions (EDF) |
| La Courneuve, Seine-Saint-Denis      | Services     | France      | Alstom Power      | General Electric | Arabelle Solutions (EDF) |
| Rugby, Warwickshire                  | Fabrication  | Royaume-Uni | Alstom Power      | General Electric | Arabelle Solutions (EDF) |
| Sanand, Gujarat                      | Fabrication  | Inde        | Alstom Power      | General Electric | Arabelle Solutions (EDF) |
| Noida, Uttar Pradesh                 | Services     | Inde        | Alstom Power      | General Electric | Arabelle Solutions (EDF) |
| Hitec City, Hyderabad                | Services     | Inde        | Alstom Power      | General Electric | Arabelle Solutions (EDF) |
| Wuhan, Hubei                         | Services     | Chine       | Alstom Power      | General Electric | Arabelle Solutions (EDF) |
| Bucarest                             | Services     | Roumanie    | Alstom Power      | General Electric | Arabelle Solutions (EDF) |
| Baden, Argovie                       | Siège social | Suisse      | Alstom Power      | General Electric | GE Vernova               |
| Massy, Essonne                       | Services     | France      | Alstom Power      | General Electric | GE Vernova               |
| Marseille, Bouches-du-Rhône          | Services     | France      | Alstom Power      | General Electric | GE Vernova               |
| Nantes, Loire-Atlantique             | Services     | France      | Alstom Power      | General Electric | GE Vernova               |
| Villeurbanne, Métropole de Lyon      | Services     | France      | Alstom Power      | General Electric | GE Vernova               |

## Identité visuelle

Logo de GE Steam Power en 2021.